# Gregório (Babunashvili)
Gregório (no mundo: Otari Babunashvili, em georgiano: ოთარი ბაბუნაშვილი; nascido em 2 de fevereiro de 1979, Tiblíssi) é o primaz da Santa Igreja Ortodoxa da América do Norte (Sínodo de Boston) e metropolita de Boston (desde 2015).

## Biografia
Nasceu em 2 de fevereiro de 1979 em Tiblíssi e foi batizado na infância. Em 1992 mudou-se com a mãe para Barcelona, onde se formou no ensino médio. Ao mesmo tempo, passou a frequentar conscientemente a única igreja ortodoxa de Barcelona, propriedade do Patriarcado sérvio, onde servia no altar.
Em 1997, com um grande grupo de crentes georgianos, ele se juntou à jurisdição do Sínodo de Boston.
Em 1998, enquanto estudava em uma universidade na Inglaterra, ele conheceu o Abade do Mosteiro da Sagrada Transfiguração nos Estados Unidos, Hegumeno Isaac, e em 1999 ele visitou o Mosteiro em Boston, onde se encontrou com o fundador do Mosteiro da Sagrada Transfiguração e do Sínodo de Boston, Arquimandrita Panteleimon (Mitropoulos). Após completar sua educação na Grã-Bretanha, ele voltou para a Geórgia, onde teve uma participação ativa na vida eclesiástica.
Em 2007 ele entrou como Irmão no Mosteiro da Sagrada Transfiguração em Boston, e em março de 2010 foi tonsurado no monaquismo com o nome de Gregório em homenagem a São Gregório Palamas.
Em 29 de abril de 2012, pelos Metropolitas Efraim (Spanos) de Boston e Macário (Katre) de Toronto, bem como pelo Bispo Demétrio (Kyriakou) de Carlisle na Catedral de São Marcos de Éfeso em Roslindale, Massachusetts, foi consagrado como Bispo de Concord.
Em 13 de agosto de 2015, ele foi eleito Metropolita de Boston, Primeiro Hierarca da Santa Igreja Ortodoxa da América do Norte.